# Freenet (P2P)
Freenet is een op peer-to-peertechniek gebaseerd programma/netwerk dat het mogelijk maakt om volledig anoniem allerlei soorten data te bekijken en te publiceren. Het is daarom een populair programma onder mensen die lokale of nationale misstanden onder de aandacht willen brengen – dit vooral in dictatoriale landen als China waar anonimiteit voor critici voor hen van levensbelang is. Maar ook illegale zaken als kinderporno kunnen verspreid worden via Freenet.

## Werking
Het systeem is zo ontworpen dat als het ooit verboden wordt het toch kan voortbestaan. Eerdere P2P-programma's, zoals Napster, maakten een verbinding met een centrale server waar alle data op stonden of ze maakten een verbinding met een server waar aangegeven was welke client welke data had. Vervolgens werd de bezoeker doorverwezen naar die client, om daar de data te kunnen ophalen.
Het probleem was, dat de bezoeker hierdoor gemakkelijk kon worden getraceerd door een directe verbinding naar de centrale server. Door enkele IP-adressen te blokkeren werd het dus mogelijk om het gehele netwerk te blokkeren.
Freenet is echter volledig gedecentraliseerd: er is geen centrale server waarmee de client verbindt. De client maakt verbinding met een andere client (die hij vertrouwt, deze client kan namelijk al zijn verkeer in de gaten houden). Deze andere client maakt vervolgens verbinding met het hele Freenet.
Wanneer iemand verbinding maakt met Freenet stelt hij dus een stukje schijfruimte beschikbaar aan de rest van de gebruikers. Op deze schijfruimte kan elke willekeurige gebruiker versleutelde data plaatsen; deze data kan degene die ruimte beschikbaar stelt niet zelf bekijken of veranderen.
Op deze manier is er dus geen centrale server nodig en is iemand alleen traceerbaar binnen een vriendengroep waarmee hij wel een directe verbinding heeft.